# Damir Šolman
Damir Šolman (Zagabria, 7 settembre 1949 – Spalato, 2 maggio 2023) è stato un cestista jugoslavo.

## Biografia
Con la Jugoslavia disputò tre edizioni dei Giochi olimpici (Città del Messico 1968, Monaco 1972,  Montréal 1976), due dei Campionati mondiali (1970, 1974) e quattro dei Campionati europei (1967, 1969, 1973, 1975).

## Palmarès
- YUBA liga: 2

Spalato: 1970-71, 1976-77
- Coppa di Jugoslavia: 3

Spalato: 1972, 1974, 1977
- Coppa Korać: 2

Spalato: 1975-76, 1976-77